# Saccostrea glomerata
Espèce
Synonymes
- Crassostrea glomerata (Gould, 1850)[2]
- Ostrea commercialis Iredale & Roughley, 1933[3]
- Ostrea cucullata Hedley, 1909[3] [2]
- Ostrea glomerata Gould, 1850[3] [2]
- Saccostrea commercialis (Iredale & Roughley, 1933)[3]
- Saccostrea cucullata glomerata (Gould, 1850)[2]
- Saxostrea commercialis (Iredale & Roughley, 1933)[3]
- Saxostrea dactylena Iredale, 1936[3] [2]

Saccostrea glomerata est une espèce de mollusques bivalves de la famille des Ostreidae. Ce mollusque endémique d'Australie et de Nouvelle-Zélande fait l'objet d'un élevage et d'une commercialisation par les ostréiculteurs australiens à des fins alimentaires.